# AIS Airlines
AIS Airlines to holenderska czarterowa linia lotnicza mająca siedzibę na holenderskim lotnisku Lelystad. Linia operuje jednym samolotem Jetstream 31 i siedmioma Jetstream 32. Każdy z tych samolotów zabiera na pokład 19 pasażerów.
Linia AIS Airlines zaczęła swoją działalność błyskawicznie od współpracy z linią OLT Express Germany – obsługą rozkładowych tras po Niemczech w 2009 roku.
Linia uruchomiła także szkołę latania AIS Flight Academy. AIS Flight Academy posiada osiem samolotów Socata TB-9, trzy samoloty Socata TB-10, jeden samolot Socata TB-20 i jedną Cessna T303.

## Kierunki
AIS Airlines operują rozkładowo na następujących lotniskach: (stan na grudzień 2013):
Niemcy
- Brema -[3]
- Drezno – (od 26 Maja 2014)
- Münster/Osnabrück – Baza
- Norymberga – (od 15 września 2014)[4]
- Stuttgart –

Szwajcaria
- Zurych –